# Pterobryon hornschuchii
Pterobryon hornschuchii là một loài Rêu trong họ Pterobryaceae. Loài này được (Müll. Hal.) Müll. Hal. miêu tả khoa học đầu tiên năm 1876.